# Erntedankfest

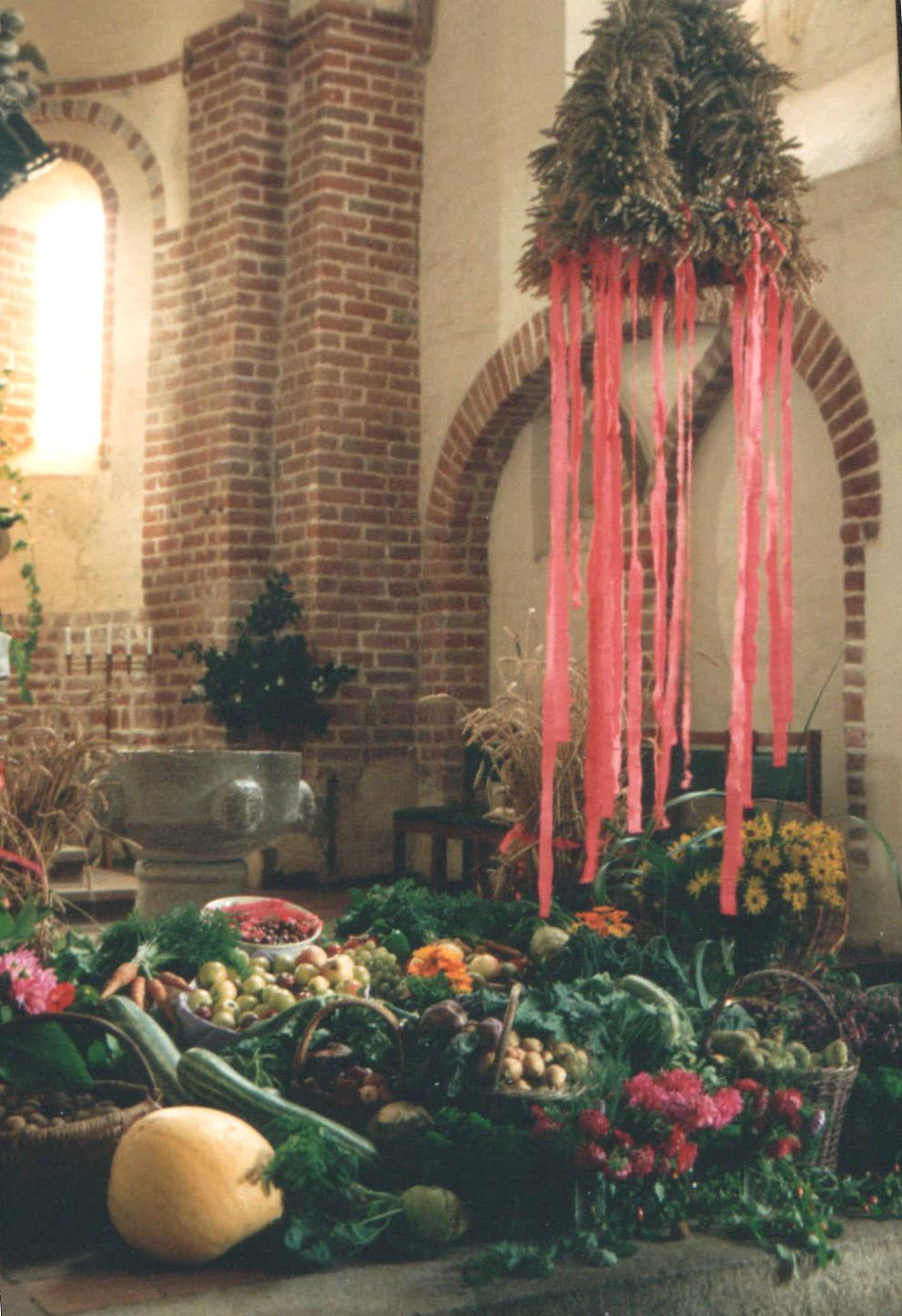
Feldfrüchte und Erntekrone in der Pfarrkirche zu Altenkirchen (Rügen)

Das Erntedankfest allgemein ist ein kulturell verankerter Ritus, der hier unter dem Schlagwort Erntegebet ausführlicher behandelt wird. Auch im säkularen Bereich finden sich bis in die Gegenwart deutliche Bezüge zu dieser religiösen Tradition.

## Judentum
Der jüdische Festkalender kennt zwei Erntedankfeste, zum einen zu Beginn der Erntesaison, zum anderen zu deren Ende. Beide sind in 2. Mose 23,14–17  sowie 5. Mose 16  als verpflichtende Wallfahrtsfeste aufgezählt.

### Schawuot
Das Schawuot (hebräisch שָׁבוּעוֹת Šavūʿōṯ, deutsch ‚Wochen‘) war ursprünglich ein jüdisches Erntedankfest, das 50 Tage nach dem Pessachfest (hebräisch פֶּסַח pésach), am 6. Siwan, gefeiert wird. Es war die Zeit in Eretz Israel, in der die Bauern einige ihrer Erstlingsfrüchte, etwa in den Tempel nach Jerusalem, als Opfergaben brachten. Das Schawuot war deshalb auch eines der Wallfahrtsfeste.

### Laubhüttenfest
Das Laubhüttenfest fiel mit dem Abschluss der Erntesaison in Eretz Israel zusammen; der Anlass wurde in der weiteren Ausgestaltung mit der Exodustradition verbunden.
Auch das Passahfest war ursprünglich ein Erntefest am Beginn der Gerstenernte gewesen, dessen Ursprung aber durch die geschichtliche Deutung als Exodusfest überdeckt ist.

## Christentum
Das Erntedankfest (auch Erntedank, Erntefest, Erntedanksonntag) ist im Christentum auf der nördlichen Hemisphäre der Erde ein Fest nach der Ernte im Herbst, bei dem die Gläubigen Gott für die Gaben der Ernte danken.
Auf der südlichen Hemisphäre, etwa in Australien, wird im März das Apple & Grape Harvest Festival traditionell als Erntedankfest gefeiert. Es findet in Queensland statt und bietet verschiedene kulturelle Höhepunkte.

## Allgemeines
Bei der Feier, die meist in einer Kirche, aber regional auch als Prozession veranstaltet wird, werden Feldfrüchte, Getreide und Obst dekorativ aufgestellt. Dazu kommen auch andere als Gaben bezeichnete Produkte von besonderer Naturnähe, wie Mehl, Honig oder Wein.
Anders als andere christliche Feste wie Ostern oder Weihnachten geht es jedoch nicht auf ein biblisches Ereignis zurück. Das Fest soll verdeutlichen, dass der Mensch die Schöpfung nicht unter Kontrolle hat, da er der Bibel zufolge selbst Teil der Schöpfung ist.

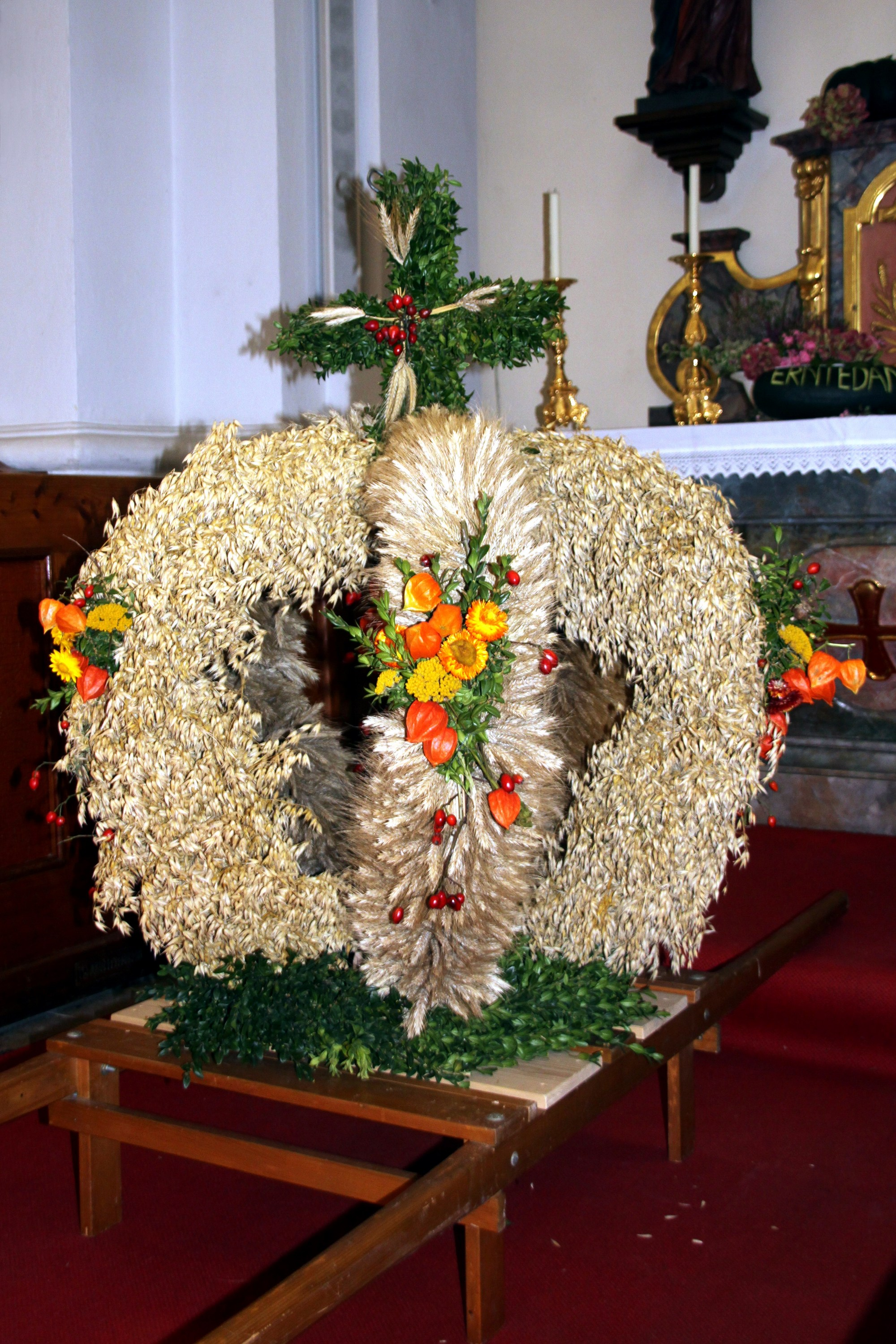
Erntedankkrone

In manchen Orten gibt es eine aus Getreide (eventuell unter Einbezug von Weinreben oder Obst und Gemüse) geflochtene „Erntekrone“ in der Kirche oder sie wird in einer Prozession durch das Gemeindegebiet getragen. In ländlichen volkskirchlichen Gemeinden kommen zu den Gottesdiensten zahlreiche Gemeindemitglieder zusammen. Mit dem Erntedankfest soll in Dankbarkeit an den Ertrag in Landwirtschaft und Gärten erinnert werden – und auch daran, dass es nicht allein in der Hand des Menschen liegt, über ausreichend Nahrung zu verfügen. Die Erntegaben werden nach dem Fest zuweilen an Bedürftige in der Gemeinde, an Obdachlosenheime oder an karitative Einrichtungen verteilt.
Erntedank feiert man auch in anderen Kulturkreisen, wobei sich in Süd- und Ostasien die Tradition großer Volksfeste entwickelt hat, etwa das tamilische Pongal oder das japanische Matsuri. In vielen Regionen gibt es auch im Frühjahr und Sommer Feste, Riten und Gebete für eine gute Ernte oder günstiges Wetter.

## Geschichte

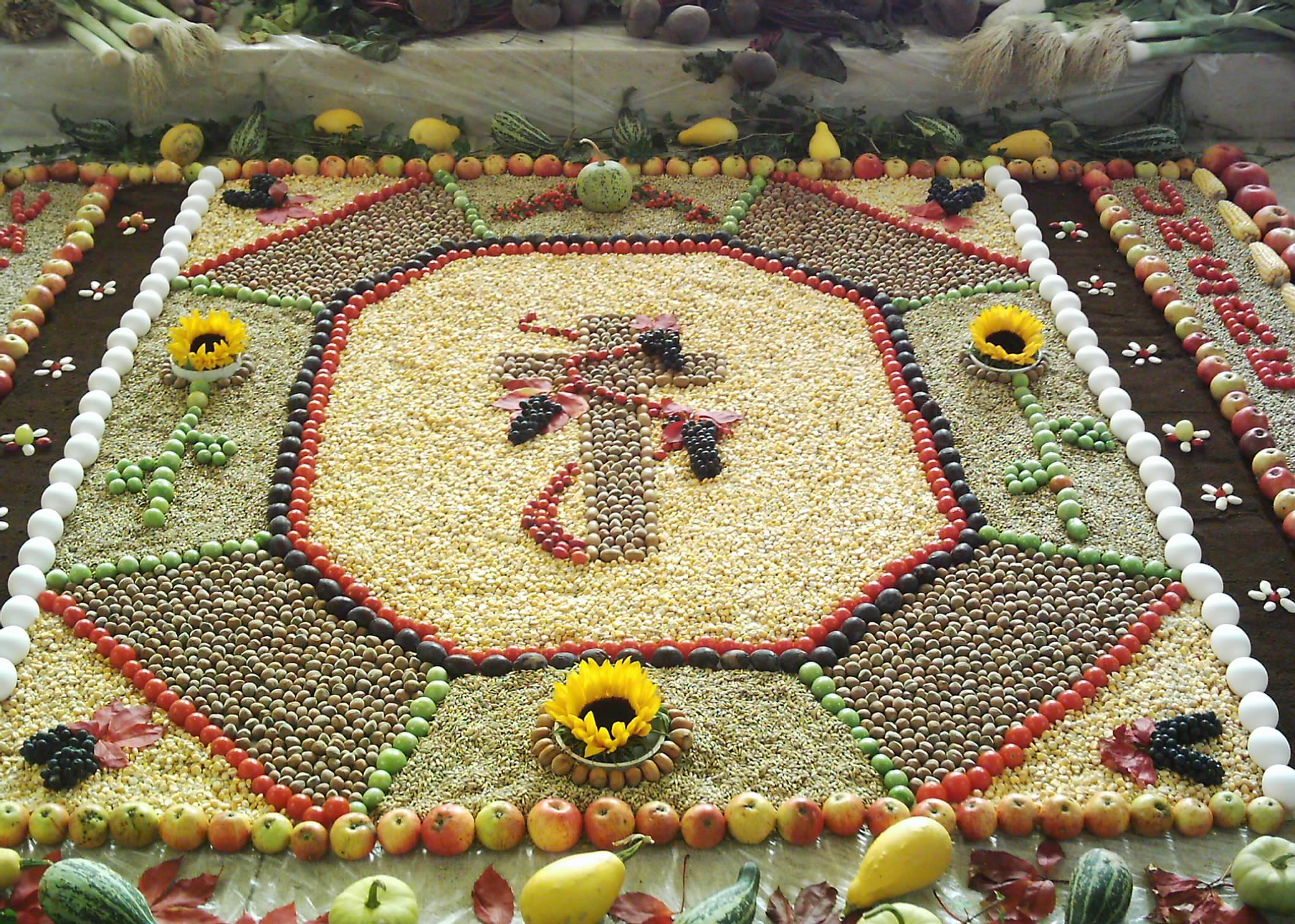
Erntedankteppich in der Kirche Johannes der Täufer, Treherz

Erntedankfeste gab es schon in vorchristlicher Zeit. Vergleichbare Riten sind aus Nordeuropa, Israel, Griechenland oder aus dem Römischen Reich bekannt.
In der römisch-katholischen Kirche ist ein Erntedankfest seit dem 3. Jahrhundert belegt. Da die Ernte je nach Klimazone zu verschiedenen Zeiten eingebracht wird, gab es nie einen einheitlichen Termin.
Nach der Reformation wurde das Erntedankfest an unterschiedlichen Daten gefeiert. Einige evangelische Kirchenordnungen „verbanden den Dank für die Ernte mit Michaelis, andere legten ihn auf den Bartholomäustag (24. August), auf den Sonntag nach Ägidii (1. September) oder nach Martini (11. November).“ Schließlich bürgerte sich die Feier am Michaelistag (29. September) oder – weit überwiegend – am ersten Sonntag nach Michaelis als Termin ein. Diese Regelung geht u. a. auf einen Erlass des preußischen Königs Friedrich des Großen aus dem Jahre 1773 zurück. Dies konnte dazu führen, dass das Erntedankfest noch in den September fällt. Mittlerweile ist in den evangelischen Kirchen in Deutschland der erste Oktobersonntag der Erntedanktermin, da der Michaelistag, wenn er auf einen Samstag fällt, am folgenden Sonntag gefeiert wird.

## Deutschland

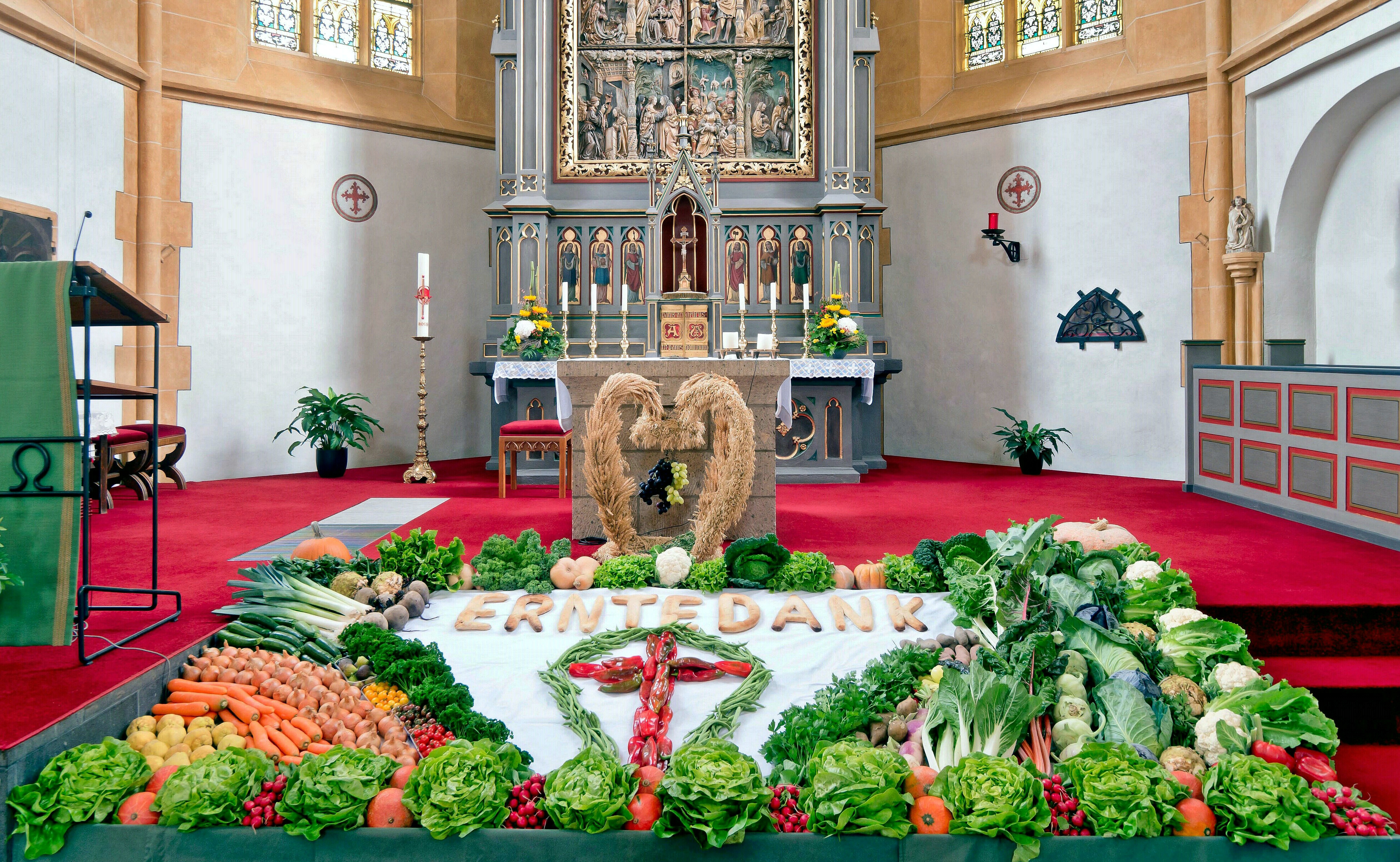
Geschmückter Altar (Niederwerth)

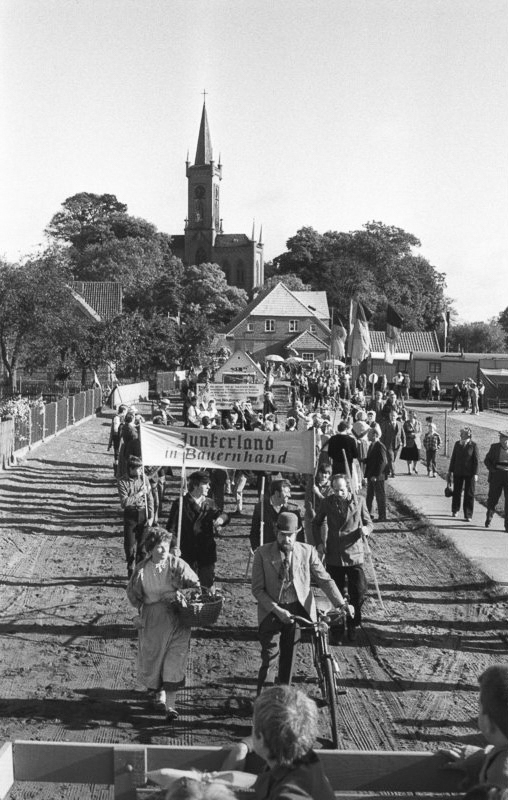
Staatliches Erntefest zu Zeiten der DDR in Redefin, 19. Oktober 1985. Der Umzug gedenkt der Bodenreform nach 1945, daher die altmodische Kleidung und das Transparent.

### Römisch-katholische Kirche
Die römisch-katholische deutsche Bischofskonferenz legte 1972 den ersten Sonntag im Oktober als Festtermin fest, ohne diese Festlegung für alle Gemeinden verbindlich auszusprechen. Offizieller Bestandteil des Kirchenjahres ist das Erntedankfest aber bis heute nicht, das heißt, die Gemeinden sind nicht verpflichtet, das Fest zu feiern. „Das heilsgeschichtlich orientierte Jahr der Kirche kennt kein Ernte-Dankfest“. Dennoch ist der Brauch des Dankes für eine gute Ernte seit langem auch in vielen römisch-katholischen Gemeinden üblich geworden, so dass – neben Kräuterweihen am 15. August, Quatember und der Erstlingsfrüchtesegnung – in der römisch-katholischen Kirche die Eucharistie am ersten Oktobersonntag vielfach als „Dank für die Frucht der Erde und der menschlichen Arbeit“ auf dem von Erntedank-Gaben umgebenen Altar gefeiert wird.

### Evangelische Kirche
Im Bereich der evangelischen Kirchen ergab sich 1985 (mit dem Inkrafttreten des neuen Perikopenbuchs) eine Änderung, wodurch der erste Sonntag im Oktober den Gemeinden als Erntedank-Termin empfohlen wird. Auch wenn der 30. September ein Sonntag ist, soll in der Regel am ersten Oktobersonntag gefeiert werden. 2006 wurde durch die beiden Zusammenschlüsse VELKD und UEK in der EKD ein Liturgisches Kalendarium beschlossen, das den Erntedanktag auf den ersten Sonntag nach Michaelis (29. September) festlegt, wenn das Michaelisfest nicht auf einen Sonnabend fällt. Damit findet er nun immer am ersten Sonntag im Oktober statt, außer im Jahr 2007, in dem er noch am 30. September gefeiert wurde.

### Freikirchen und Sondertraditionen
Die evangelischen Freikirchen feiern das Fest in der Regel am ersten Sonntag nach Michaelis. Die Neuapostolische Kirche begeht in Deutschland am ersten Sonntag im Oktober den Erntedank-Tag.
Mancherorts sind andere Termine üblich. So begehen die Moselgemeinden das Fest nach der Weinlese am zweiten November-Sonntag.

### Zeit des Nationalsozialismus
Im Jahr 1933 verfügte Adolf Hitler zunächst, dass das Erntedankfest zentral am ersten Sonntag im Oktober gefeiert werden sollte. Mit dem Gesetz über die Feiertage vom 27. Februar 1934 wurde der Erntedanktag am ersten Sonntag nach dem 29. September (Michaelis) gesetzlicher Feiertag. An diesem Tag würdigte das NS-Regime auf der Grundlage der Blut-und-Boden-Ideologie besonders die Bedeutung der Bauernschaft für das Reich. Zentrale Veranstaltung war das Reichserntedankfest auf dem Bückeberg bei Hameln, organisiert durch das Reichsministerium für Volksaufklärung und Propaganda.

### Erntedankgesänge und Umzüge
Ein in Deutschland weit verbreitetes Lied zu Erntedank ist Wir pflügen und wir streuen von Matthias Claudius.

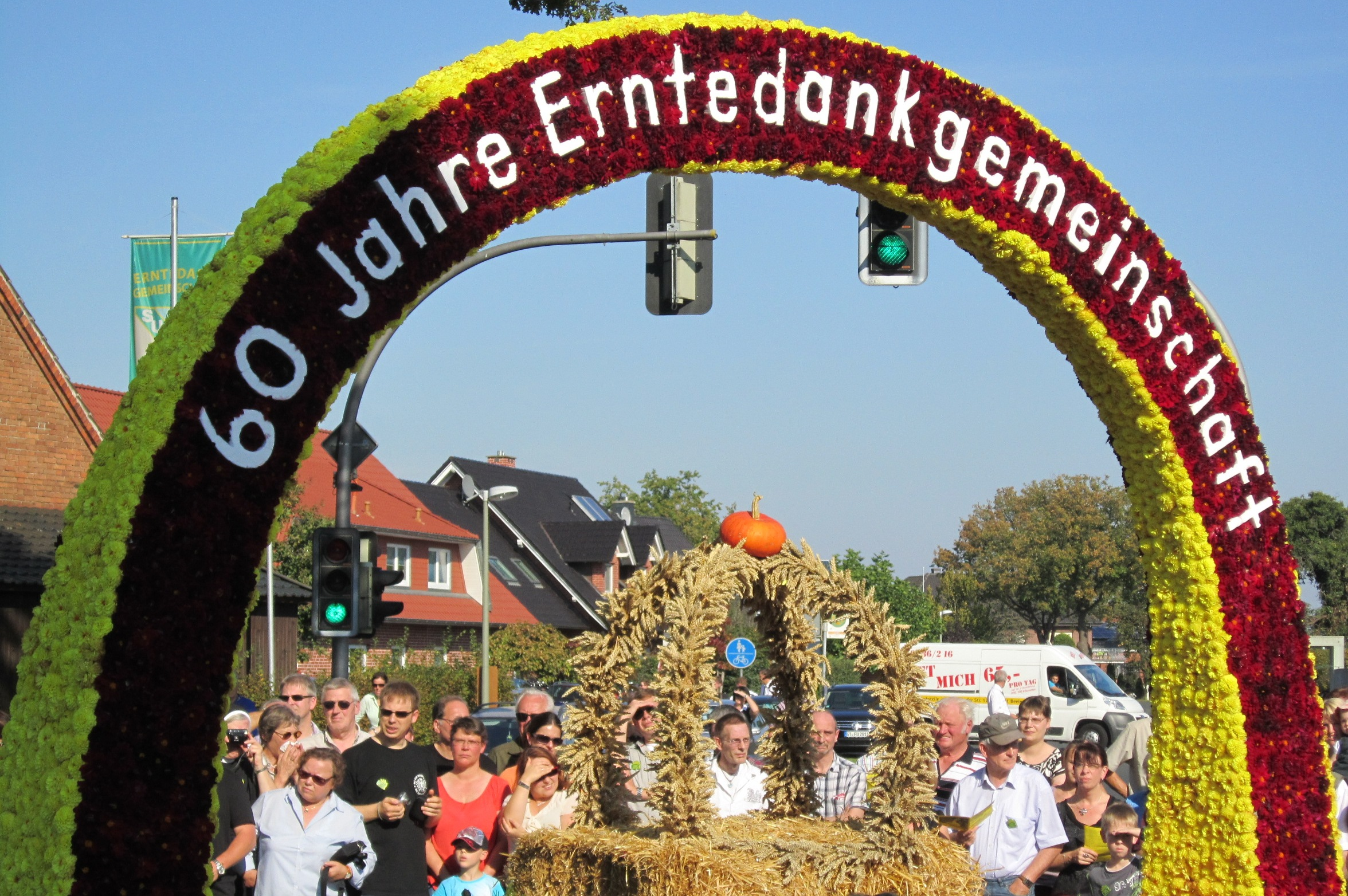
Erntedankumzug 2011 in Clarholz

In vielen Gemeinden Deutschlands finden zwischen Mitte September und Anfang Oktober Festzüge mit Motivwagen, Fußgruppen und Spielmannszügen statt. Dabei wird die Darstellung von (historischen) Erntesituationen angereichert mit Motiven, die an Karnevalsumzüge erinnern. Die für den Wagenschmuck eingesetzten Blumen sind in aller Regel echt.
Bekannte Erntedankumzüge (mit mindestens 50 Gruppen):
- Fürth (89 Gruppen), seit 1817[9][10]

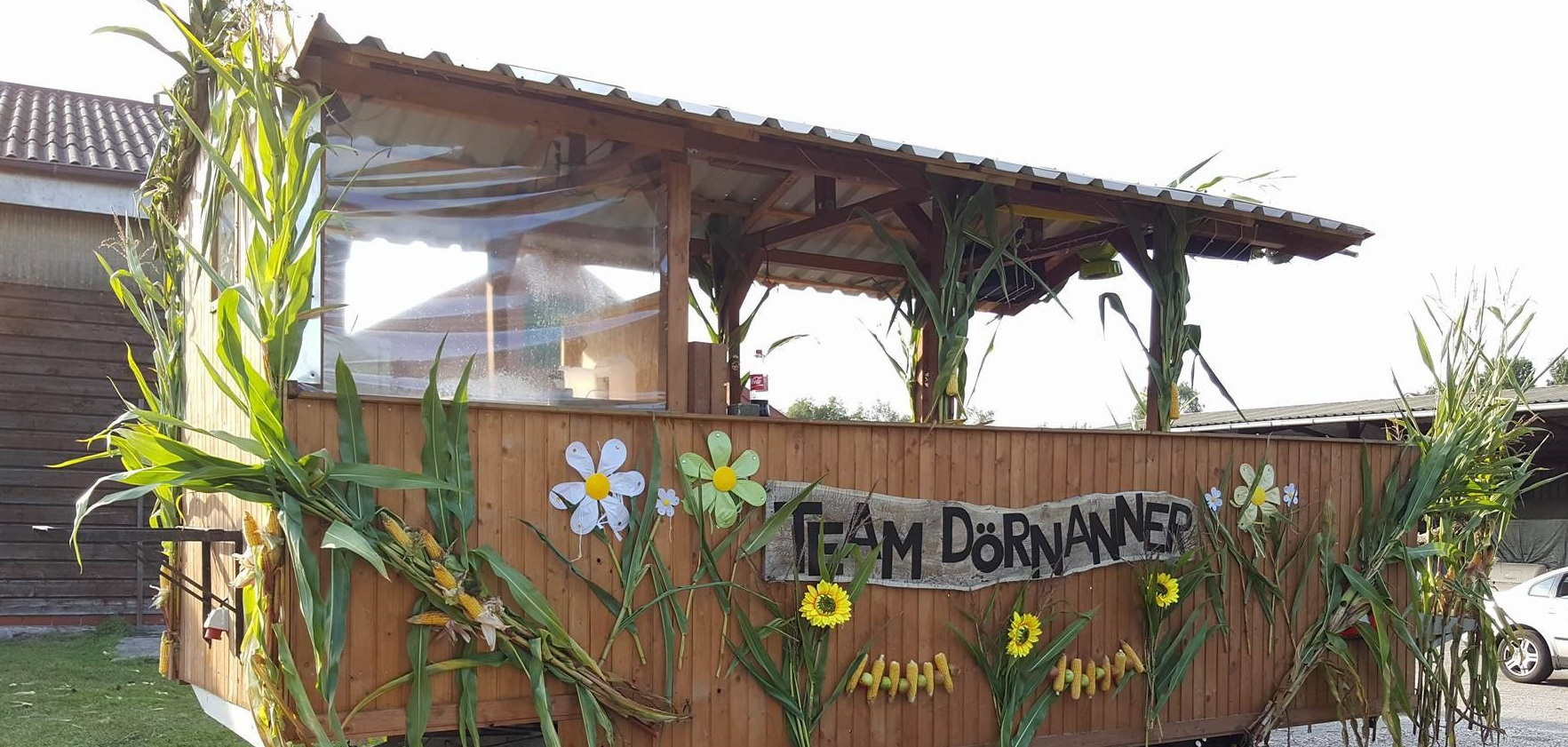
Erntedankfestwagen

- Clarholz (bis zu 65 Gruppen, 2019: 57), seit 1951[11][12][13]
- Heidesheim am Rhein (bis zu 61 Gruppen, 2017: 58), seit etwa 1956[14][15]
- Hamburg-Kirchwerder (50 Gruppen)[16]
- Papenburg-Obenende (50 Gruppen), bereits Mitte September[17][18]
- Pulheim-Stommelerbusch (50 Gruppen), bereits Mitte bis Ende September[19]

Seltener ist der Brauch von Erntedankteppichen, für die aus Samenkörnern, Früchten und Pflanzenteilen (christliche) Motive gelegt werden.

## Österreich
In Österreich wird Erntedank überwiegend – je nach Region und vorherrschender Art der Landwirtschaft – im September oder Oktober gefeiert. Die katholische Kirche bevorzugt in städtischen Gebieten den ersten Sonntag im Oktober.
Pfarren in Landgemeinden feiern eher Ende September, woran auch die Landjugend – obwohl überkonfessionell – stark beteiligt ist. Einzelne Gemeinden kennen den Brauch einer Erntedank-Wallfahrt oder von Umzügen, unter anderem in Tirol. So wallfahrtet Reit im Winkl am Samstag vor Erntedank nach Maria Kirchental, und Nassereith ist für seine farbenprächtigen Prozessionen bekannt.

## Slowenien
In Slowenien heißt Erntedank Zahvalna nedelja („Dankessonntag“) und wird am Sonntag nach Allerheiligen gefeiert.

## Nordamerika

Erstes Erntedankfest in Neuengland mit den Wampanoag, romantisierendes Historiengemälde von Jean Leon Jerome Ferris.

In den USA wird der „Thanksgiving Day“ am vierten Donnerstag im November gefeiert und ist ein staatlicher Feiertag. Das Fest erinnert an das erste Erntedankfest der Pilgerväter. Traditionell wird dazu im Familienkreis ein Truthahn verspeist. Thanksgiving ist keine amerikanische Version des Erntedankfestes, sondern es ist – zumindest in den USA – ein Dankfest für alles Gute und allen Erfolg. Die Pilgerväter sowie alle Präsidenten von Washington bis Obama haben Dank an Gott proklamiert. Obama: „We lift up our hearts in gratitude to God for our many blessings, for one another, and for our Nation“. Deutsch: „Zu Gott richten wir unsere Herzen empor aus Dankbarkeit für unsere vielen Segnungen, füreinander und für unsere Nation.“ Aufgrund seiner familiären und sozialen Bedeutung wird der Tag jedoch auch von vielen Atheisten gefeiert.
In Kanada wird „Thanksgiving“ am zweiten Montag im Oktober gefeiert (was dem Columbus Day-Feiertag in den USA entspricht). Wie in den Vereinigten Staaten ist das kanadische Thanksgiving ein staatlicher Feiertag auf Bundesebene und in allen Provinzen und Territorien außer Prince Edward Island, Newfoundland and Labrador, New Brunswick und Nova Scotia (in welchen Provinzen das Fest dennoch gefeiert wird). Das kanadische Thanksgiving ist insofern eng mit seinem christlichen Hintergrund verknüpft, als es auch in den christlichen Kirchen als liturgisches Fest gilt. In diesem Sinne entspricht es stärker europäischen Erntedankfest-Bräuchen als das US-amerikanische Fest. Dennoch geht auch das kanadische Thanksgiving über ein bloßes Dankfest für die Ernte hinaus.

## Japan
In Japan gibt es ein altes kaiserliches Erntedankfest, Niiname-sai („Kosten des neuen Reises“), ein shintōistisches Ritual, bei welchem den Göttern durch den Kaiser frisch geernteter Reis geopfert wird. Im ersten Jahr nach der Thronbesteigung des Kaisers wird das Fest als Daijōsai („Großes Kosten“) begangen. Eine erste Erwähnung dieses Rituals, dessen Ursprung noch früher vermutet wird, findet sich in der Chronik Nihonshoki aus dem Jahre 720. Dort wird von einer Zeremonie aus dem Jahr 678 berichtet. Aus dem Erntedankfest hat sich ein gesetzlicher Feiertag entwickelt, der am 23. November begangen wird und der Tag des Dankes für die Arbeit heißt.

## Literatur

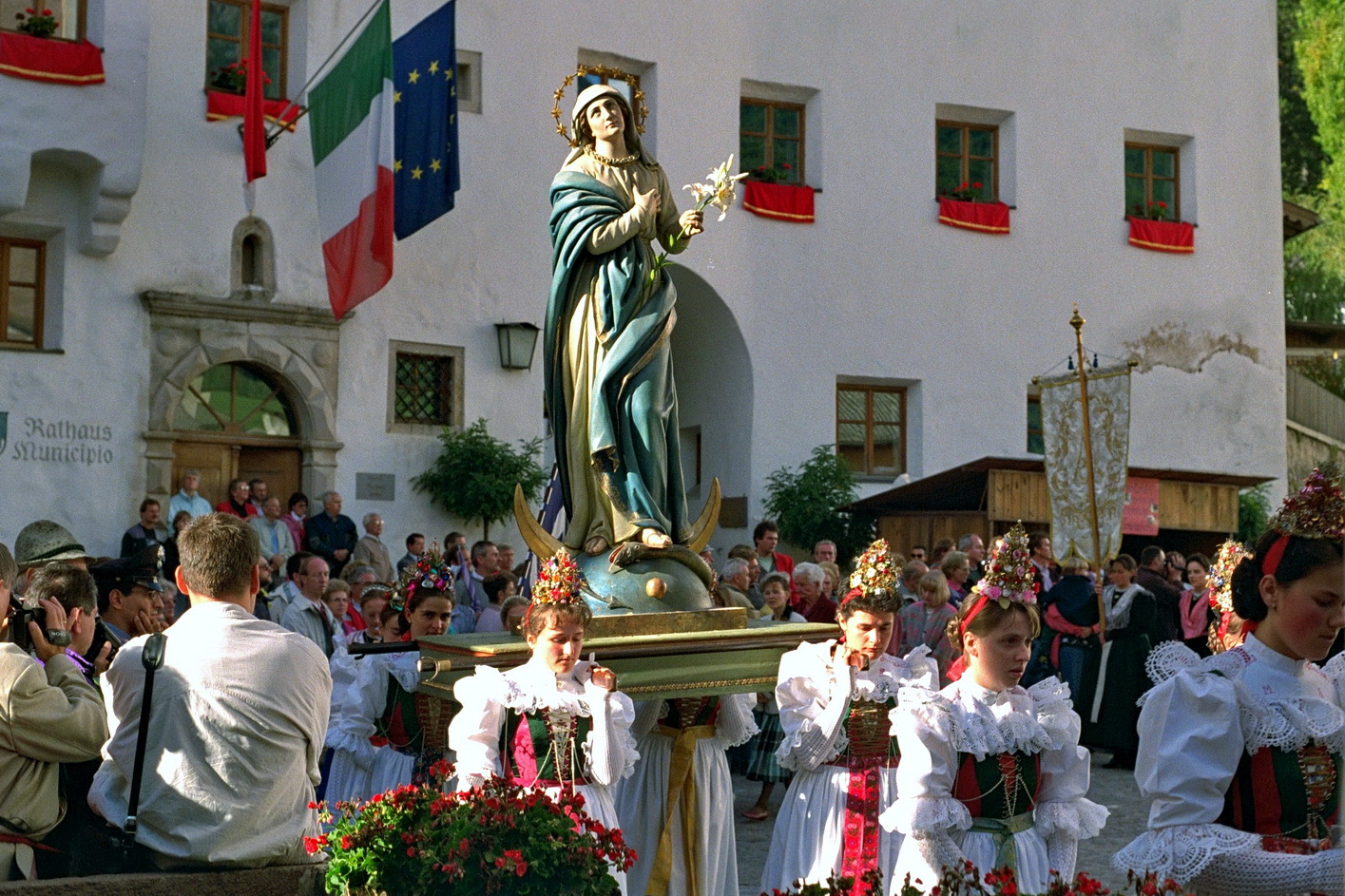
Traditioneller Erntedankzug Kastelruth/Südtirol